# افت شنوایی حسی-عصبی
اُفت شنوایی حسی ـ عصبی (به انگلیسی: Sensorineural hearing loss) یا (SNHL) یکی از انواع ناشنوایی است که علت آن بروز مشکل در عصب دهلیزی حلزونی (زوج هشتم اعصاب مغزی) می‌باشد. ممکن است مشکل در بخش گوشی عصب باشد یا در داخل مغز. ممکن است مشکل اکتسابی باشد یا مادرزادی.